# Vanessa Radman
Vanessa Radman (Križevci, 1974.) je hrvatska kazališna, televizijska i filmska glumica.

## Filmografija

### Televizijske uloge
- "Zora dubrovačka" kao Maris Menčetić - Pavela (2013.)
- "Pod sretnom zvijezdom" kao Sibila Vidić (2011.)
- "Der letzte Bulle" kao Irina Nazaref (2010.)
- "Šesto čulo" kao Lucija Skoko (2010.)
- "Ples sa zvijezdama" kao natjecateljica (2009.)
- "Zakon ljubavi" kao Maja Lena Nardelli (2008.)
- "Ponos Ratkajevih" kao Elisabeth "Lisa" Cohen (2007. – 2008.)
- "Obični ljudi" kao Vanja Kincl (2006. – 2007.)
- "SOKO Köln" kao Kerstin Reuter (2006.)
- "Ein Fall für zwei" kao Boljana (2005.)
- "SOKO Leipzig" kao Martina Scholz (2005.)
- "Cobra 11, specijalci s autoputa" kao Geliebte (2001.)
- "Der Fahnder" kao Elena (2001.)

### Filmske uloge
- "Die Liebe der Kinder" kao dobavljačica (2009.)
- "Absolution" kao Lena (2007.)
- "Gegenüber" kao Jessy (2007.)

## Vanjske poveznice
- Vanessa Radman u internetskoj bazi filmova IMDb-u (engl.)